# Britta Büthe
Britta Kristin Büthe (ur. 25 maja 1988 w Dearborn) – niemiecka siatkarka plażowa urodzona w Stanach Zjednoczonych. 
Na Mistrzostwa Świata w 2013 roku zdobyła wicemistrzostwo Świata w grając z Karlą Borger, a rok później wygrała Mistrzostwa Niemiec. W 2016 roku zdobyła srebrny medal na Mistrzostwach Europy oraz wystąpiła na Igrzyskach Olimpijskich w Rio de Janeiro, gdzie doszła 1/8 finału przegrywając z brazylijską parą Larissą França i Talitą Antunes.